# High Efficiency Image File Format
High Efficiency Image File Format (HEIF) - Định dạng hình ảnh hiệu suất cao là định dạng tệp cho từng hình ảnh đơn hoặc chuỗi hình ảnh. Nó được phát triển bởi Moving Picture Experts Group (MPEG) và được định dạng bởi MPEG-H Part 12 (ISO / IEC 23008-12).
HEIF được dung để định dạng hình ảnh đơn hoặc chuỗi các hình ảnh, mã hoá bởi HEVC (High-efficiency codec Video Codec).
Các tệp HEIF tương thích với ISO Base Media File Format (ISOBMFF, ISO/IEC 14496-12) và cũng có thể đính kèm các luồng phương tiện khác, như văn bản và âm thanh được định giờ.

## Lịch sử
HEIF được được đưa vào sử dụng lần đầu vào năm 2013. Định dạng được phát triển trong 1,5 năm và hoàn thành vào năm 2015.
Tháng 6 năm 2017, Apple tuyên bố hỗ trợ HEIF trong macOS High Sierra và iOS 11.

## Các trường hợp sử dụng
Một số trường hợp sử dụng được giới thiệu dưới đây.

### Máy ảnh kỹ thuật số và điện thoại thông minh
Để tiết kiệm không gian lưu trữ, HEVC có thể được sử dụng để nén các hình ảnh có độ phân giải cao trong khi vẫn giữ được bản sao JPEG có độ phân giải thấp hơn (ví dụ ở độ phân giải 4K trở xuống) để hiển thị trên màn hình.
Máy ảnh số và điện thoại thông minh có thể sử dụng HEIF để nén chuỗi ảnh chụp liên tục (burst photo), ảnh chụp nhiều tiêu cự (focus stacks) và ảnh chụp nhiều mức phơi sáng (exposure stacks) vào một gói tệp tin duy nhất. Đồng thời video và hình ảnh tĩnh có thể được lưu trữ trong cùng một tập tin HEIF. HEIF cũng cho phép lưu trữ bất kỳ bộ sưu tập ảnh nào thành một tập tin duy nhất, có thể chia sẻ dễ dàng.

### Các trang web và các ứng dụng hình ảnh kết nối với internet
HTML5.2 cung cấp khả năng đưa ra nhiều lựa chọn thay thế cho cùng một hình ảnh, để trình duyệt web có thể chọn một hình ảnh phù hợp nhất với mục đích của nó. Các trang web và các ứng dụng kết nối tới internet sử dụng HEIF để giảm thời gian tải trang và nội dung hình ảnh.

### Chỉnh sửa hình ảnh
Thay đổi hướng và cắt xén là những tính năng cơ bản của HEIF và không yêu cầu mã hóa lại các hình ảnh. Ngoài ra, HEIF giới thiệu một khuôn khổ cho các hoạt động chỉnh sửa không ảnh hưởng tới tập tin ban đầu, có thể được xác định bởi các thông số kỹ thuật bên ngoài. Tính năng này cho phép lưu trữ các thông số chỉnh sửa và hình ảnh gốc trong cùng một tập tin.

## Các tính năng
HEIF có thể được sử dụng để lưu trữ các nội dung sau:
- Các đối tượng hình ảnh: Lưu trự hình ảnh kèm thông tin và hình ảnh thu nhỏ xem trước.
- Hình ảnh phát sinh: Hình ảnh được tạo ra khi chạy các chỉnh sửa như xoay, lưới và bộ lọc. Những hình ảnh này phụ thuộc vào các hình ảnh khác được lưu trong tệp HEIF. Không gian lưu trữ hình ảnh này là nhỏ.
- Chuỗi ảnh: Lưu trữ nhiều hình ảnh có định dạng thời gian hoặc dự báo tạm thời (như ảnh chụp nhanh hoặc ảnh động cinemagraph), thuộc tính và hình thu nhỏ của chúng. Các tùy chọn dự đoán khác nhau có thể được sử dụng để khai thác sự tương đồng thời gian và không gian giữa các hình ảnh. Do đó, kích thước tập tin có thể được giảm đáng kể, ngay cả khi hàng chục hình ảnh được lưu trữ trong cùng một tập tin HEIF.
- Hình ảnh hỗ trợ: Lưu trữ dữ liệu hình ảnh bổ sung cho một mục ảnh khác. Mặt phẳng alpha hoặc bản đồ chiều sâu là ví dụ cho các hình ảnh như vậy. Những dữ liệu này không được hiển thị như vậy, nhưng được sử dụng dưới nhiều hình thức để bổ sung cho một mục ảnh khác.
- Siêu dữ liệu hình ảnh: Lưu trữ các tệp tin EXIF, XMP và siêu dữ liệu tương tự kèm theo các hình ảnh được lưu trữ trong tệp HEIF.

## Định dạng tập tin hình ảnh HEVC
- Trình đơn phát ảnh HEVC được yêu cầu hỗ trợ cắt và xoay hình chữ nhật theo góc 90, 180 và 270 độ. Trường hợp sử dụng chính là xoay 90 độ cho các tình huống chụp ảnh định hướng camera. Yêu cầu này giúp tự điều chỉnh định dạng hình ảnh hoặc định dạng ảnh sau đó mà không cần phải mã hóa lại hình ảnh hoặc chuỗi hình ảnh. Tương tự như vậy với việc cắt xén. Tính năng xoay 90, 180 hoặc 270 độ cũng như cắt xén là bắt buộc đối với tất cả các trình phát tập tin ảnh HEVC, đảm bảo rằng việc mã hóa lại không bắt buộc phải thực hiện các thao tác này.

## Bằng sáng chế
HEIF chính là contener chứ, nhưng khi chứa các hình ảnh được mã hoá bởi HEVC, HEIF trở thành đối tượng được cấp bằng sáng chế của HEVC. Nói chung, để sử dụng hợp pháp một sáng chế được cấp bằng sáng chế phải yêu cầu sự cho phép của chủ bằng độc quyền sáng chế tại các quốc gia nơi sáng chế có hiệu lực (xem vi phạm bản quyền).

## Các tiêu chuẩn liên quan
- MPEG-H
- HEVC (H.265)
- ISO Base Media File Format